# Heliophanoides spermathecalis
Heliophanoides spermathecalis är en spindelart som beskrevs av Prószynski 1992. Heliophanoides spermathecalis ingår i släktet Heliophanoides och familjen hoppspindlar. Inga underarter finns listade i Catalogue of Life.